# Литовское сопротивленческое движение во время Второй мировой войны
Движение Сопротивления в Литве во время Второй мировой войны — военные и политические действия оккупированной Литвы направленные против Советского Союза и его союзников (1940—1941; 1944—1945 года) и нацистской Германией и её союзников (1941—1944 года).

## Избавление от буржуазии и строительство социализма в 1940—1941 гг
14 июня 1940 года Советский Союз выставил Литовской Республике ультиматум, в котором обвинил Литву в невыполнении соглашения о взаимопомощи 10 октября 1939 года. В документе излагались три требования: 1) арестовать и предать суду министров государственной безопасности и внутренних дел, обвиняемых в организации провокаций против пребывающей в стране армии СССР; 2) немедленно сформировать новое правительство, способное обеспечить соблюдение Соглашения о взаимопомощи; 3) обеспечить свободное движение частей Красной Армии. Литва решила принять ультиматум, так как не видела возможностей для вооруженного сопротивления. 15 июня 1940 года Литва оккупирована. Оккупационная власть стремилась создать впечатление, что все политические изменения в стране осуществляются местными политическими силами, и поэтому на руководящие должности были назначены марионеточные кандидаты.
Сразу же началась деконструкция политической, социальной и экономической структур страны. 5 июля 1940 года Совет министров объявил о выборах в Народный парламент, в котором официально участвовала единственный фиктивно созданный союз Трудового народа Литвы, состоящий из литовских коммунистов. После того как союз одержал победу, 3 августа 1940 года Литва была включена в состав СССР.
Аннексия страны сопровождалась постоянными репрессиями нацеленными на население Литвы. Людей арестовывали, убивали, заключали в тюрьмы и депортировали в глубь Советского союза. Без какой-либо компенсации собственникам национализировались банки, промышленные компании, железные дороги, частный наземный и водный транспорт, более крупные частные дома, гостиницы, аптеки, больницы. Вся земля перешла в государственную собственность.

## Немецкая оккупация в 1941—1944 гг
Летом 1941 нацистская Германия напала на СССР. Через пять дней линия фронта уже пересекла территорию Литвы и дошла до Латвии и Беларуси. Воспользовавшись ситуацией, литовцы объявили о восстановлении независимого государства Литвы. Население было проинформировано о составе нового временного правительства, был объявлен кабинет министров — Юозас Амбразявичюс (Бразайтис) был назначен премьер-министром и министром образования, министром обороны — генерал Стасис Раштик, министром финансов — Йонас Матулионис, министром внутренних дел — Йонас Шепетис, министром сельского хозяйства — Балис Виткус, министром промышленности — Адольфас Дамушис, министром торговли и государственного контроля — Пранас Вайнаускас, министром коммунального хозяйства — Витаутас Ландсбергис-Жемкалнис, министром юстиции Мечисловас Мацкявичюс, министром сообщения — Антанас Новицкас, министр здравоохранения — Ксаверас Венцюс, министром труда и социальной защиты — Юозас Паяуйис. За отношения с немецкими институциями был ответственным историк Зенонас Ивинскис.
Однако немецкая сторона отказалась предоставить Литве независимость. 5 августа 1941 года, осознав всю безысходность ситуации временное правительство приостановило свою деятельность. Начался период антинацистского сопротивления, которое сами участники обозначали, как пассивное сопротивление. Идею активного вооруженного противостояния литовцы не поддерживали, так как опасались возвращения большевиков.

## Сопротивленческие организации
Литовский фронт активистов (ЛФА, 1940—1941) подпольная организация сторонников литовской независимости, ставившая целью восстановление независимости Литвы при поддержке гитлеровской Германии. Основателем организации был Казис Шкирпа в Берлине. Деятельность ЛФА также развернулась в Литве, где были созданы патриотические молодежные группы. Некоторые группы были быстро ликвидированы.
Литовский фронт (ЛФ, действующий в период с 1941 по 1944 год) объединял молодежь католической направленности. Его возглавлял Юозас Амбразявичюс. В сентябре 1941 года ЛФ распространил письмо об отказе подчиниться приказу немецкой власти участвовать в переписи мужского населения Литвы. С января 1943 года ЛФ начал публиковать подпольную прессу. Организация стремилась сохранить как можно больше людей для будущего независимого литовского государства. При ЛФ так же действовала военно-политическая организация Кястутис, которую возглавлял лейтенант полковник Юозас Янкаускас. В его состав входили такие известные партизаны, как Юозас Лукша и Юлюс Бутенас.
Литовский союз борцов за свободу (ЛСБС, действовал в 1940—1944 гг.) Объединял либералов и националистов. В 1941 году члены ЛСБС вместе с представителями ЛФА участвовали в июньском восстании. В 1942 году начал издавать газету «Борец за свободу». В том же году в Каунасе было сформировано высшее руководство организации, которое стремилось создать общенациональную подпольную сеть. Организация была разделена на 4 округа (Вильнюс, Каунас, Шяуляй и Паневежис). В середине 1943 года в организации состояло около 3 тысяч членов. За один только 1943 год ЛСБС выдал около 800 паспортов и 2500 других документов для конспиративных целей и пытался финансово поддержать семьи арестованных выплачивая денежные пособия. Они единственные в оккупированной немцами восточной Европе смогли установить радиопередатчик и транслировали радиостанцию «Свободная Литва».
Движение Единой Литвы (действовало в период с 1942 по 1944 год) образовалось осенью 1942 года в Каунасе. Его возглавил журналист Юозас Келиуотис. Основной идеей Движения Единой Литвы было развитие толерантности и единства. Вильнюсские и каунасские студенты состоявшие в организации издавали газету «Молодая Поросль», издание «Балтия» высказывалось за единство Балтийских народов.
Верховный комитет освобождения Литвы (ВЛИК, действовал в период с 1943 по 1990 год) — Организация, целью которой было восстановление независимости Литвы. Был основан в 1943 году в период нацистской оккупации. После Второй мировой войны она продолжила свою деятельность в Германии и США. Но всеобщего политического признания на международной арене она не снискала. Организация прекратила своё существование в 1990 году, когда Литва объявила о своей независимости.
Литовская освободительная армия (ЛОА действовала в период с 1941 по 1946 год). Засекреченная подпольная националистическая организация Казисом Веверскисом. Деятельность организации делится на три этапа: 1941—1943 гг. направлена против нацизма, 1943—1944 гг. переходный период, июль 1944 г. по апрель 1946 г. — антисоветский период. ЛОА ставила своей целью восстановление независимости Литовской Республики военными и политическими средствами. Тем не менее, организация не оказывала никакого сопротивления нацистской власти. ЛОА считается первой литовской националистической организацией, которая начала вести вооружённую борьбу против советской власти и попыталась стать ядром литовского антисоветского движения, однако к апрелю 1946 года силами НКГБ и МГБ Литовская освободительная армия была полностью разгромлена. Уцелевшие члены организации примкнули к партизанским отрядам.
Совет по освобождению Литвы (действующий в период с 1944 по 1945 год) был создан в декабре 1944 года в Каунасе, как подпольная антисоветская организация. Основными учредителями были Людас Дамбраускас, Пранас Саснаускас и Миндаугас Бознелис. Целью организации является формирование ведущего литовского подпольного политического центра, способного вести и координировать сопротивление против оккупантов. Совет освобождения Литвы выпускал подпольную прессу. Занимался изготовлением поддельных документов.
Литовский местный отряд (1944) — литовское вооруженное формирование, существовавшее с февраля по май 1944 года. Было организовано бывшим начальником штаба Литовской армии генералом Повиласом Плехавичюсом с санкции немецких властей для будущей борьбы с Красной Армией, обеспечения безопасности и операций против польских и советских партизан на территории исторической Литвы. Отряд достигал численности 10 000 человек, состоял из литовских офицеров и имел определённую автономию. После нескольких поражений от Армии Крайовой и разногласий с немцами формирование было распущено. Часть военнослужащих была репрессирована, часть вошла в немецкие подразделения и вооруженное антисоветское подполье. Создание Литовского местного отряда стало последней крупной попыткой мобилизации на оккупированных территориях, проведенной Третьим Рейхом.